# Заточена (филм из 2022)
Заточена (енгл. Shut In) амерички је филмски трилер из 2022. године. Режију потписује Ди Џеј Карусо, по сценарију Мелани Тоуст, док главну улогу тумачи Рејни Кволи. Први је филм који је произвео The Daily Wire и трећи који је приказан преко њихове платформе стриминга (сада DailyWire+).
Премијерно је приказан 10. фебруара 2022. године преко званичног YouTube канала овог предузећа. Добио је помешане рецензије критичара.

## Радња
Након што је насилни бивши дечко забарикадирао у остави, млада мајка мора да употреби домишљатост како би заштитила двоје мале деце од ескалације опасности док покушава да пронађе спас.

## Улоге
| Глумац          | Улога      |
| --------------- | ---------- |
| Рејни Кволи     | Џесика Неш |
| Џејк Хоровиц    | Роб        |
| Винсент Гало    | Семи       |
| Лусијана Вандет | Лејни Неш  |
| Ејдан Штајмер   | Мејсон Неш |